# Bertram Wieczorek
Bertram Wieczorek (* 16. Januar 1951 in Berlin) ist ein deutscher Arzt und ehemaliger Politiker (CDU).
Er war von März bis Oktober 1990 Parlamentarischer Staatssekretär beim Minister für Abrüstung und Verteidigung der DDR und von 1991 bis 1994 Parlamentarischer Staatssekretär beim Bundesminister für Umwelt, Naturschutz und Reaktorsicherheit.

## Leben und Beruf
Nach dem Abitur 1969 leistete Wieczorek zunächst seinen Wehrdienst bei der NVA ab und absolvierte anschließend ab 1972 ein Studium der Medizin, welches er 1978 als Diplom-Mediziner beendete. Nach der Facharztausbildung war er in verschiedenen Arztpraxen tätig und wurde 1987 ärztlicher Direktor des Kreisrehabilitationszentrums in Auerbach.
Von 1994 bis 1999 war er Vorsitzender des Vorstandes der Berliner Wasserbetriebe. Von 2003 bis 2017 arbeitete Wieczorek als niedergelassener Arzt in Rodewisch.
Bertram Wieczorek ist verheiratet und hat zwei Kinder.

## Politik

### Partei
1973 wurde Wieczorek Mitglied der DDR-Blockpartei CDU, aus der er im September 1989 austrat, um das „Neue Forum“ in Auerbach mitzubegründen. Im Januar 1990 trat er erneut in die CDU ein und verließ sie 2007 nach Konflikten erneut. Zehn Jahre später trat er in Treptow-Köpenick erneut in die CDU ein.

### Abgeordneter
Von März bis Oktober 1990 gehörte Wieczorek der ersten frei gewählten Volkskammer der DDR an und war hier stellvertretender Vorsitzender der CDU/DA-Fraktion.
Am 3. Oktober 1990 wurde er Mitglied des Deutschen Bundestages und war hier von Oktober bis Dezember 1990 Stellvertretender Vorsitzender der CDU/CSU-Bundestagsfraktion. Er ist nach der Bundestagswahl 1990 als direkt gewählter Abgeordneter des Wahlkreises Reichenbach – Plauen – Auerbach – Oelsnitz in den Bundestag eingezogen. Am 31. Januar 1994 legte Wieczorek sein Mandat nieder.

### Öffentliche Ämter
Von März bis Oktober 1990 gehörte Wieczorek als Parlamentarischer Staatssekretär beim Minister für Abrüstung und Verteidigung dem von Ministerpräsident Lothar de Maizière geführten Ministerrat der DDR an.
Am 26. Januar 1991 wurde er als Parlamentarischer Staatssekretär beim Bundesminister für Umwelt, Naturschutz und Reaktorsicherheit in die von Bundeskanzler Helmut Kohl geführte Bundesregierung berufen. Am 31. Januar 1994 schied er aus dem Amt.